# Tajerouine (delegación)
Tajerouine es una delegación de la gobernación de Al-Kāf en Túnez. En abril de 2014 tenía una población censada de 27 592 habitantes.
Se encuentra ubicada al noroeste del país, sobre la cordillera del Atlas y cerca de la frontera con Argelia.